# 민정범
민정범은 엠베스트의 수학 인터넷 강사이다. 2000년부터 2008년까지 대신중학교의 수학 교사로 근무했고, 2005년부터 2008년까지 EBS 중학에서 수학 강사로 있었다. EBS 강사 시절 일차방정식의 활용을 위한 노래 '방활송'을 만들어 인기를 끌었다. 
메가스터디의 중등부문 자회사인 엠베스트에서 고난이도 문제집인 '에이급 수학'의 강의를 하며 중학생들에게 명성을 얻었고, 2012년에 엠베스트 설립부터 계속 1위를 유지하던 강현정 강사를 밀어내고 대표 강사에 올랐다.이후 메가스터디에도 진출하여 자이스토리 강의를 진행했다. 그러나 현재 메가스터디에는 그의 강의가 없다.
엠베스트 수학과 대표 강사이며 저자직강의 강좌를 진행하고 있다. 단지 조잡한 개념 정리 수준으로 그치는 것이 아닌, 기초 개념까지 확실하게 잡는다는 평이 대다수이다. 대학가요제 대상 가수 출신답게 개념을 노래로 풀어 쉽게 설명한다.

## 같이 보기
- 1998년 MBC 대학가요제에서 노래 "사랑의 죄"로 대상, 인기상을 받았다. 수학 강사로서는 다소 독특한 경력이다. 수학 교사 이전에 가수가 장래희망이라 밝힌 바 있다.

- 분필 칠판을 이용한 기하 강의에서는 별다른 도구 없이 교재와 동일한 수준의 그림을 그려내는 훌륭한 그림 실력을 볼 수 있었으나 전자칠판을 도입하면서 분필 그림 그리는 횟수가 많이 줄었다. 전자칠판의 도입이유는 분필가루로 인한 건강문제라고 한다.

- 민정범 Zoom인터뷰에서 탁구 대회를 나갔는데 좋은 실력으로 8강 진출에 성공했다. 우승은 하지 못했다. 다만, 더욱 열심히 강의에 전념하겠다고 하였다.

- 강의에서 왼손만을 사용해 오른팔을 거의 드러내지 않아 모르는데, 사실 오른손은 엄지손가락을 제외한 나머지 손가락들이 없는 채로 태어났다. 본인은 젊은 시절 부끄러워 주머니에 숨기고 다녔으나, 똑같은 불편함을 가진 학생과의 만남을 계기로 자신감이 생겼다고 한다. 그러나, 아직도 강의에서는 오른손을 옷소매로 가리는 모습을 볼 수 있으며, 사진을 찍을 때는 위의 프로필 사진에서 볼 수 있듯이 오른손을 숨기시고 찍으시는 경우가 많다.

- 음악을 했던 전적을 살려 인강을 듣는 제자들을 위해 힘내라고 노래까지 만든 적이 있다. 직마마직정정평평등마사평, New 방활송, 사랑의 근의공식 등. 대부분 수행평가+에 올라와있다.

- 세계로 수학여행같이 여행 다니는 영상을 보면 늘 파란 가방을 가지고 다니는데, 3학년 개념엔 유형학습 강의에 나온 시칠리아에 여행갔던 사진을 보면 꽤 오래 쓴 것 같다.
- 여담으로 비타민의 홍서빈을 닮았다